# فهرست فرودگاه‌های کوراسائو
این مقاله شامل فهرست فرودگاه‌های کوراسائو است.

## فهرست
|          | ایکائو | یاتا | نام فرودگاه            | مختصات                                                         |
| ویلمستاد | TNCC   | CUR  | فرودگاه بین‌المللی هاتو | ۱۲°۱۱′۱۹″ شمالی ۰۶۸°۵۷′۳۵″ غربی / ۱۲٫۱۸۸۶۱°شمالی ۶۸٫۹۵۹۷۲°غربی |